# Live in Rio (album RBD)
Live in Rio jest trzecim albumem koncertowym w wersji DVD meksykańskiej grupy RBD.

## Zawartość albumu
1. Abertura
2. Rebelde
3. Santa No Soy
4. Así Soy yo
5. Feliz Cumpleaños (Happy Worstday)
6. Enseñame
7. Que Fue Del Amor
8. Cuando El Amor Se Acaba
9. Una Cancíon
10. Este Corazón
11. Solo Para Ti
12. Me Voy/Intro Salvame
13. Salvame
14. Tenerte y Quererte
15. Pout Porri: Apresentação da Banda
16. No Pares
17. A Tu Lado/Intro Fuera
18. Fuera
19. Solo Quédate En Silencio
20. Que Hay Detras
21. Un Poco De Tu Amor
22. Aún Hay Algo/Piano Solo
23. Trás de Mi
24. Ser O Parecer
25. 25. Nuestro Amor
26. Rebelde (Rebelde)
27. Samba da Mocidade: O Grande Circo Místico/Citação da Música:‘Sou Brasileiro’
28. Extra - RBD News
29. Extra - Eu Sou RBD
30. Extra - Por Trás Do Palco